# Українська газета в Італії
Украї́нська газе́та в Іта́лії — щомісячне друковане видання, а також сайт видавничого дому «Іноземці в Італії».

## Про газету
Видається накладом 23 тис. примірників та є найбільшою україномовною газетою, яка розповсюджується всією територією Італії.
Редакторами газети є Маріанна Сороневич та Ігор Гулик. З редакцією видання також співпрацюють численні дописувачі, що пишуть про життя українців у різних провінціях Італії. Редакція дотримує принципів незалежності та об'єктивності. З 2008 року працює інтернет-версія газети.

## Завдання та структура
Головне завдання газети виходить за рамки інформативних функцій: допомога у процесі суспільної інтеграції у рубриках «Актуальне», «Поради адвокатів», «Вивчаємо закони». Оскільки головною аудиторією газети є українці, які з тих чи інших причин потрапили до Італії, метою «Української газети» є сприяння правовій освіченості читачів.
Газета висвітлює події політики, культури та спорту в Україні. Окремі шпальти відведені видатним особистостям та забутим сторінкам історії України. Задля підтримки зв'язку українців з історичною батьківщиною створені рубрики «Вісті з України», «Спорт», «Віхи історії», «У хвилини дозвілля», «Постаті» тощо. У рубриці «Українська Італія» подаються новини української діаспори в Італії.

## Аудиторія
Основна аудиторія газети: закордонні українці та українська діаспора в Італії.
«Українська газета» розповсюджується безкоштовно у посольстві України в Італії, консульствах у Римі та Мілані, пунктах грошових переказів та деяких українських громадських асоціаціях, громадських бібліотеках. Газета також розповсюджується за передплатою. Матеріали газети розміщуються на її вебсторінці.